# Bucharest Rebels
I Bucharest Rebels sono una squadra di football americano, di Bucarest, in Romania; fondati nel 2012, hanno vinto 5 titoli nazionali, una Balkan American Football League e un campionato serbo di secondo livello.

## Dettaglio stagioni

### Amichevoli
| Stagione | Vin | Par | Per | Tot | PF  | PS | avversaria                           |
| -------- | --- | --- | --- | --- | --- | -- | ------------------------------------ |
| 2012     | 0   | 0   | 1   | 1   | 0   | 52 | Sofia Bears                          |
| 2014     | 1   | 0   | 1   | 2   | 53  | 13 | Constanța Sharks, Mures Monsters     |
| 2018     | 2   | 0   | 0   | 2   | 32  | 0  | Timișoara 89ers, Budapest Cowbells 2 |
| 2019     | 2   | 0   | 0   | 2   | 94  | 18 | Sofia Bears                          |
| 2021     | 1   | 0   | 0   | 1   | 32  | 6  | Bucharest Titans                     |
| Totale   | 6   | 0   | 2   | 8   | 211 | 89 |                                      |

### Tornei nazionali

#### Campionato

##### CNFA
| Stagione | regular season | regular season | regular season | regular season | regular season | regular season | playoff | playoff | playoff | playoff | playoff | playoff     | playoff            |
|          | Vin            | Par            | Per            | Tot            | PF             | PS             | Vin     | Per     | Tot     | PF      | PS      | risultato   | avversaria         |
| -------- | -------------- | -------------- | -------------- | -------------- | -------------- | -------------- | ------- | ------- | ------- | ------- | ------- | ----------- | ------------------ |
| 2012     | -              | -              | -              | -              | -              | -              | 1       | 1       | 2       | 33      | 36      | RoBowl      | Cluj Crusaders     |
| 2013     | 1              | 0              | 2              | 3              | 68             | 48             | 1       | 0       | 1       | 40      | 12      | Terzo posto | Bucharest Warriors |
| 2014     | 3              | 0              | 0              | 3              | 127            | 6              | 2       | 0       | 2       | 46      | 26      | Campioni    | Timișoara 89ers    |
| 2015     | 4              | 1              | 0              | 5              | 186            | 22             | 2       | 0       | 2       | 48      | 0       | Campioni    | Cluj Crusaders     |
| 2016     | 4              | 0              | 0              | 4              | 136            | 32             | 2       | 0       | 2       | 96      | 32      | Campioni    | Cluj Crusaders     |
| 2017     | 3              | 0              | 1              | 4              | 134            | 53             | 0       | 1       | 1       | 22      | 42      | Semifinale  | Bucharest Warriors |
| 2018     | 3              | 0              | 1              | 4              | 69             | 59             | 1       | 1       | 2       | 42      | 10      | RoBowl      | Cluj Crusaders     |
| 2019     | 3              | 0              | 1              | 4              | 144            | 66             | 2       | 0       | 2       | 80      | 20      | Campioni    | Timișoara 89ers    |
| 2021     | 5              | 0              | 0              | 5              | 250            | 32             | 2       | 0       | 2       | 96      | 30      | Campioni    | Mures Monsters     |
| Totale   | 26             | 1              | 5              | 32             | 1114           | 318            | 13      | 3       | 16      | 503     | 208     |             |                    |

Fonti: Enciclopedia del Football - A cura di Roberto Mezzetti

##### Druga Liga (secondo livello serbo)
| Stagione | regular season | regular season | regular season | regular season | regular season | regular season | playoff | playoff | playoff | playoff | playoff | playoff   | playoff      |
|          | Vin            | Par            | Per            | Tot            | PF             | PS             | Vin     | Per     | Tot     | PF      | PS      | risultato | avversaria   |
| -------- | -------------- | -------------- | -------------- | -------------- | -------------- | -------------- | ------- | ------- | ------- | ------- | ------- | --------- | ------------ |
| 2022     | 3              | 0              | 0              | 3              | 100            | 6              | 1       | 0       | 1       | 32      | 0       | Campioni  | Klek Knights |
| Totale   | 3              | 0              | 0              | 3              | 100            | 6              | 1       | 0       | 1       | 32      | 0       |           |              |

Fonti: Enciclopedia del Football - A cura di Roberto Mezzetti

### Tornei internazionali

#### CEFL Cup
| Stagione | regular season | regular season | regular season | regular season | regular season | regular season | playoff | playoff | playoff | playoff | playoff | playoff          | playoff        |
|          | Vin            | Par            | Per            | Tot            | PF             | PS             | Vin     | Per     | Tot     | PF      | PS      | risultato        | avversaria     |
| -------- | -------------- | -------------- | -------------- | -------------- | -------------- | -------------- | ------- | ------- | ------- | ------- | ------- | ---------------- | -------------- |
| 2019     | -              | -              | -              | -              | -              | -              | 0       | 1       | 1       | 14      | 28      | Quarti di finale | Beograd Vukovi |
| Totale   | -              | -              | -              | -              | -              | -              | 0       | 1       | 1       | 14      | 28      |                  |                |

Fonti: Sito Eurobowl.info Archiviato il 19 ottobre 2017 in Internet Archive.

#### GFLI Atlantic Cup
| Stagione | regular season | regular season | regular season | regular season | regular season | regular season | playoff | playoff | playoff | playoff | playoff | playoff   | playoff       |
|          | Vin            | Par            | Per            | Tot            | PF             | PS             | Vin     | Per     | Tot     | PF      | PS      | risultato | avversaria    |
| -------- | -------------- | -------------- | -------------- | -------------- | -------------- | -------------- | ------- | ------- | ------- | ------- | ------- | --------- | ------------- |
| 2017     | -              | -              | -              | -              | -              | -              | 0       | 1       | 1       | 14      | 42      | Finale    | Dublin Rebels |
| Totale   | -              | -              | -              | -              | -              | -              | 0       | 1       | 1       | 14      | 42      |           |               |

Fonti: Sito Eurobowl.info Archiviato il 19 ottobre 2017 in Internet Archive.

#### Atlantic Cup
| Stagione | regular season | regular season | regular season | regular season | regular season | regular season | playoff | playoff | playoff | playoff | playoff | playoff       | playoff    |
|          | Vin            | Par            | Per            | Tot            | PF             | PS             | Vin     | Per     | Tot     | PF      | PS      | risultato     | avversaria |
| -------- | -------------- | -------------- | -------------- | -------------- | -------------- | -------------- | ------- | ------- | ------- | ------- | ------- | ------------- | ---------- |
| 2018     | 1              | 0              | 1              | 2              | 62             | 39             | -       | -       | -       | -       | -       | Secondo posto | -          |
| Totale   | 1              | 0              | 1              | 2              | 62             | 39             | -       | -       | -       | -       | -       |               |            |

Fonti: Sito Eurobowl.info Archiviato il 19 ottobre 2017 in Internet Archive.

#### Balkan Football League
| Stagione | regular season | regular season | regular season | regular season | regular season | regular season | playoff | playoff | playoff | playoff | playoff | playoff   | playoff    |
|          | Vin            | Par            | Per            | Tot            | PF             | PS             | Vin     | Per     | Tot     | PF      | PS      | risultato | avversaria |
| -------- | -------------- | -------------- | -------------- | -------------- | -------------- | -------------- | ------- | ------- | ------- | ------- | ------- | --------- | ---------- |
| 2021     | 2              | 0              | 1              | 3              | 80             | 47             | -       | -       | -       | -       | -       | -         | -          |
| Totale   | 2              | 0              | 1              | 3              | 80             | 47             | -       | -       | -       | -       | -       |           |            |

Fonti: Enciclopedia del Football - A cura di Roberto Mezzetti

#### Balkan American Football League
| Stagione | regular season | regular season | regular season | regular season | regular season | regular season | playoff | playoff | playoff | playoff | playoff | playoff   | playoff    |
|          | Vin            | Par            | Per            | Tot            | PF             | PS             | Vin     | Per     | Tot     | PF      | PS      | risultato | avversaria |
| -------- | -------------- | -------------- | -------------- | -------------- | -------------- | -------------- | ------- | ------- | ------- | ------- | ------- | --------- | ---------- |
| 2013     | 1              | 0              | 1              | 2              | 6              | 35             | -       | -       | -       | -       | -       | -         | -          |
| 2014     | 1              | 0              | 1              | 2              | 48             | 19             | -       | -       | -       | -       | -       | Campioni  | -          |
| Totale   | 2              | 0              | 2              | 4              | 54             | 54             | -       | -       | -       | -       | -       |           |            |

Fonti: Enciclopedia del Football - A cura di Roberto Mezzetti

### Riepilogo fasi finali disputate
| Anno             | Luogo       | Evento            | Fase del torneo  | Incontro                              | Risultato |
| 6 luglio 2014    | Timișoara   | CNFA              | Robowl           | Bucharest Rebels - Timișoara 89ers    | 18 - 12   |
| 14 giugno 2015   | Cluj-Napoca | CNFA              | RoBowl           | Bucharest Rebels - Cluj Crusaders     | 2 - 0     |
| 25 giugno 2016   | Bucarest    | CNFA              | RoBowl           | Cluj Crusaders - Bucharest Rebels     | 18 - 46   |
| 11 giugno 2017   | Bucarest    | CNFA              | Semifinale       | Bucharest Rebels - Bucharest Warriors | 22 - 42   |
| 25 novembre 2017 | Dublino     | GFLI Atlantic Cup | Finale           | Dublin Rebels - Bucharest Rebels      | 42 - 14   |
| 30 giugno 2018   | Reșița      | CNFA              | RoBowl           | Cluj Crusaders - Bucharest Rebels     | 10 - 0    |
| 13 aprile 2019   | Bucarest    | CEFL Cup          | Quarti di finale | Bucharest Rebels - Beograd Vukovi     | 14 - 28   |
| 15 giugno 2019   | Reșița      | CNFA              | Robowl           | Bucharest Rebels - Timișoara 89ers    | 34 - 14   |
| 28 novembre 2021 |             | CNFA              | RoBowl           | Bucharest Rebels - Mures Monsters     | 40 - 30   |
| 7 maggio 2022    |             | Druga Liga        | Finale           | Bucharest Rebels - Klek Knights       | 32 - 0    |

## Palmarès
- 5 RoBowl (2014, 2015, 2016, 2019, 2021)
- 1 Balkan American Football League (2014)
- 1 Druga Liga (Serbia) (2022)